# Phryxe albida
Phryxe albida là một loài ruồi trong họ Tachinidae.